# Iàmblic I
Iàmblic I (grec antic: Ἰάμβλιχος; llatí: Iamblichus) (segle i aC, mort circa l'any 30 aC) fou un dels filarques o prínceps de petits territoris àrabs que governava a Èmesa. Era de la família dels samsigeràmides, fill i successor de Sampsigeram I (69-43 aC).
Va governar amb el seu pare a partir del 64 aC i tot sol a partir del 43 aC. Ciceró el menciona l'any 51 aC quan diu que el príncep li va enviar un informe sobre els moviments del parts quan l'orador era governador de Cilícia.
El 31 aC apareix donant suport a Marc Antoni contra Octavi August, però quan Gneu Domici Aenobarb es va passar al camp d'August, Marc Antoni va témer una traïció de Iàmblic i el va torturar fins a la mort, juntament amb d'altres sospitosos. Sembla que les sospites contra Iàmblic van ser instigades pel seu propi germà Alexandre, que va obtenir la sobirania després de la seva mort, però en va ser desposseït per August, que el va fer presoner i el va porta a Roma per celebrar el seu triomf. Després el va fer matar. Més endavant, un fill de Iàmblic que portava el seu mateix nom, Iàmblic II, va demanar i va obtenir d'August el seu nomenament com a filarca del regne del seu pare, com diu Dió Cassi.